# Касъл Рок (Колорадо)
 Тази статия е за града в Колорадо, САЩ.  За други значения вижте Касъл Рок.  
Касъл Рок (на английски: Castle Rock) е град в окръг Дъглас, щата Колорадо, САЩ. Касъл Рок е с население от 35 745 жители (2005) и обща площ от 81,9 km². Намира се на 1897 m надморска височина. ЗИП кодът му е 80104, 80108, 80109, а телефонният му код е 303, 720.